# كورتيس كونواي
كورتيس كونواي (بالإنجليزية: Curtis Conway)‏ هو لاعب كرة قدم أمريكية أمريكي، ولد في 13 يناير 1971 في لوس أنجلوس في الولايات المتحدة.

## وصلات خارجية
- كورتيس كونواي على موقع الاتحاد الدولي لألعاب القوى (الإنجليزية)
- كورتيس كونواي على موقع مرجع كرة القدم المحترفة.كوم (الإنجليزية)
- كورتيس كونواي على موقع كلية كرة القدم في سبورتس رفرنس.كوم (الإنجليزية)
- كورتيس كونواي على موقع إن إن دي بي (الإنجليزية)